# Strašice (district de Rokycany)
Pour les articles homonymes, voir Strašice.
Strašice (en allemand : Straschitz) est une commune du district de Rokycany, dans la région de Plzeň, en République tchèque. Sa population s'élevait à 2 599 habitants en 2021.

## Géographie
Strašice se trouve à 12 km à l'est de Rokycany, à 28 km à l'est de Plzeň et à 62 km au sud-ouest de Prague.
La commune est limitée par Medový Újezd au nord-ouest et au nord, par Mýto et Těně au nord, par la zone militaire de Brdy à l'est, au sud et au sud-ouest, et par Dobřív à l'ouest.

## Histoire
La première mention écrite du village date de 1349.

## Galerie

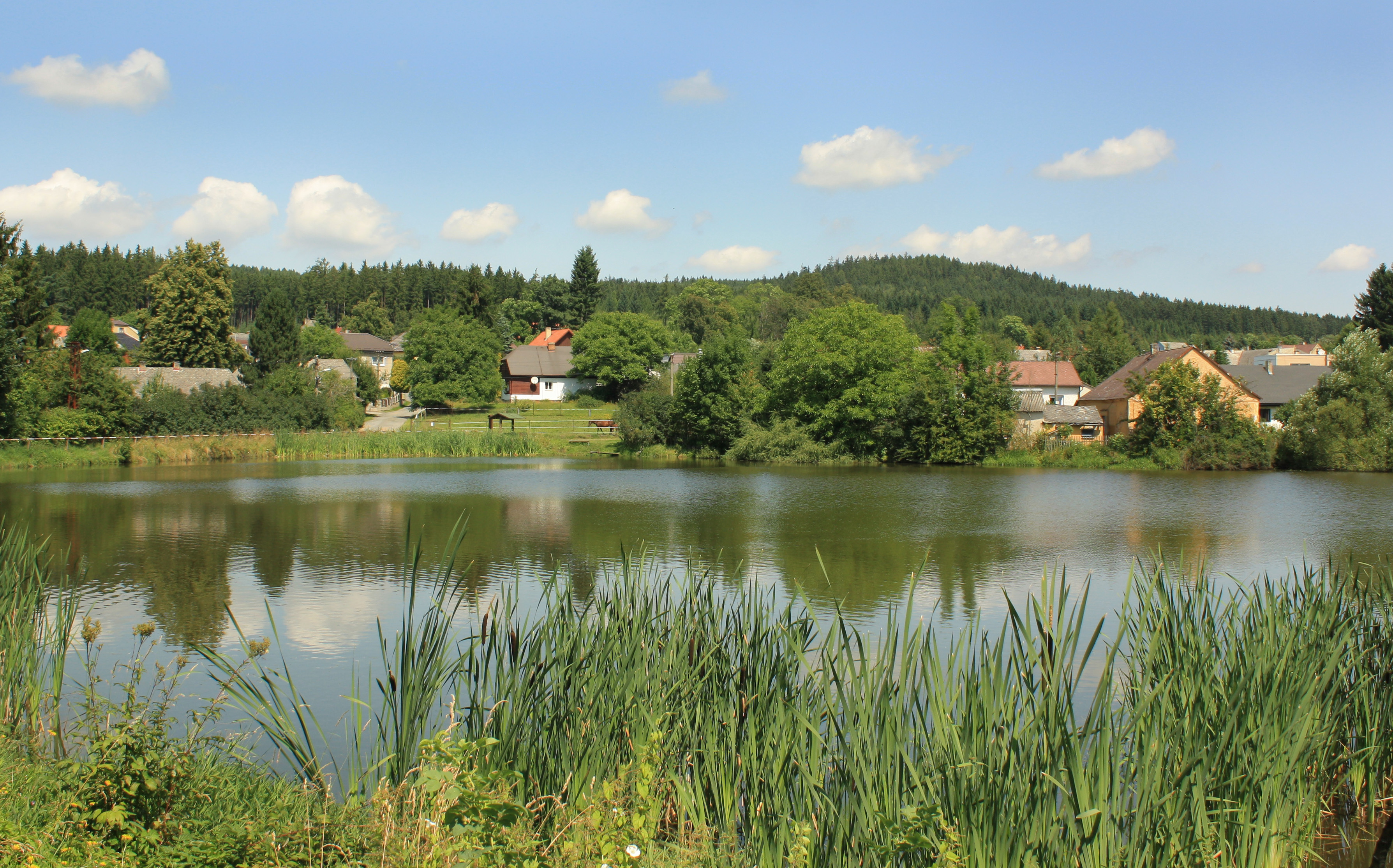
Étang à Strašice.
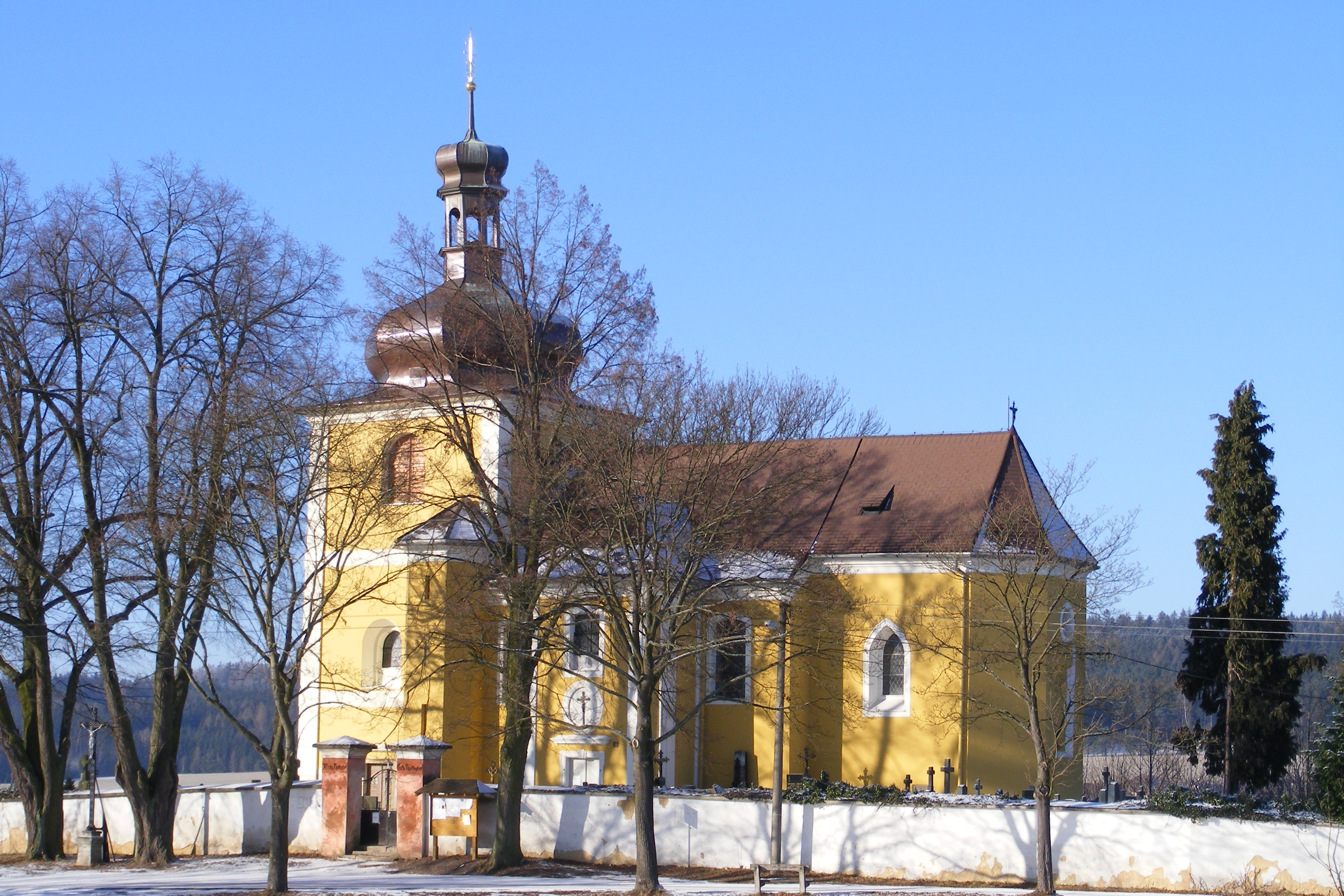
Église Saint-Laurent.

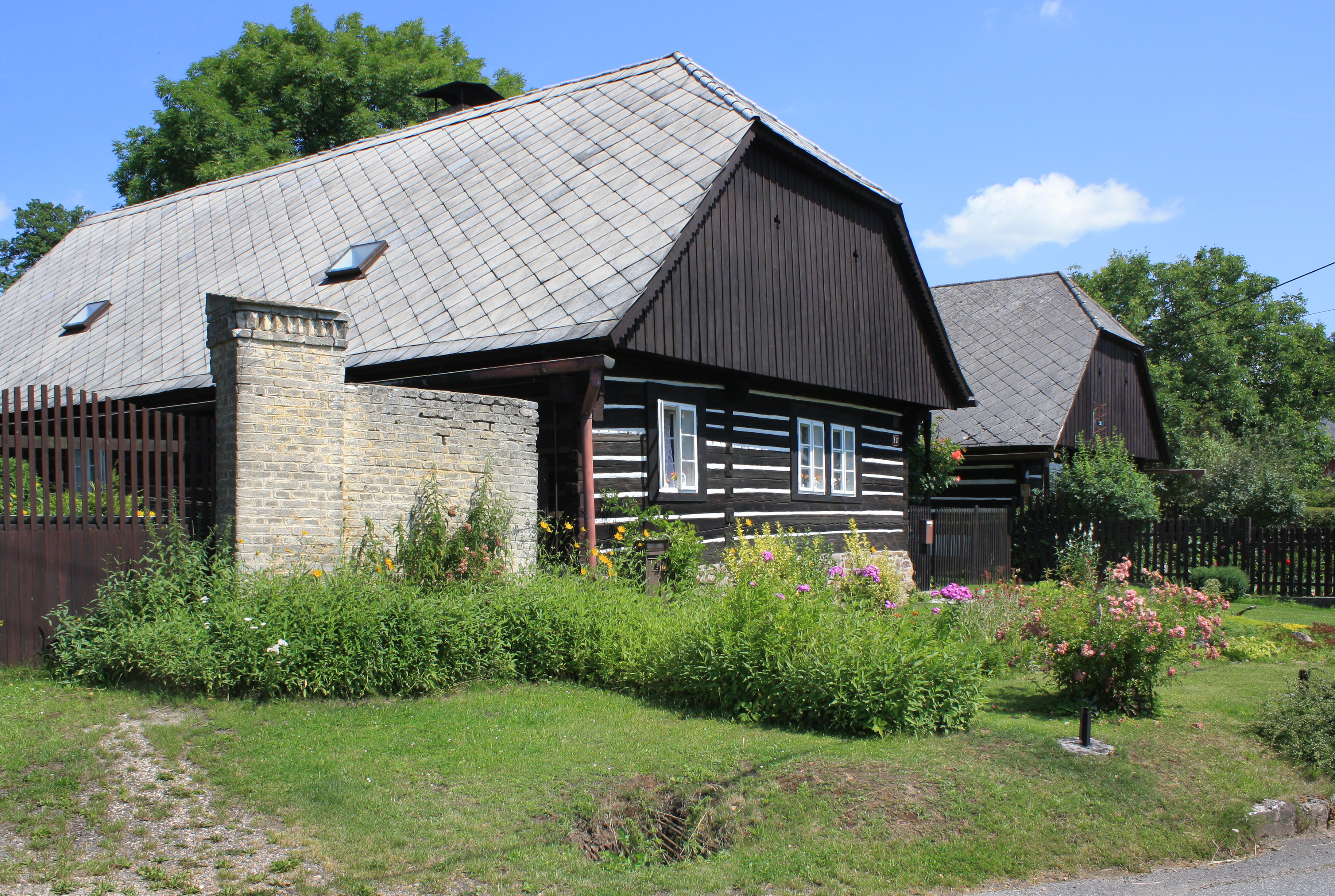
Maison à bois.
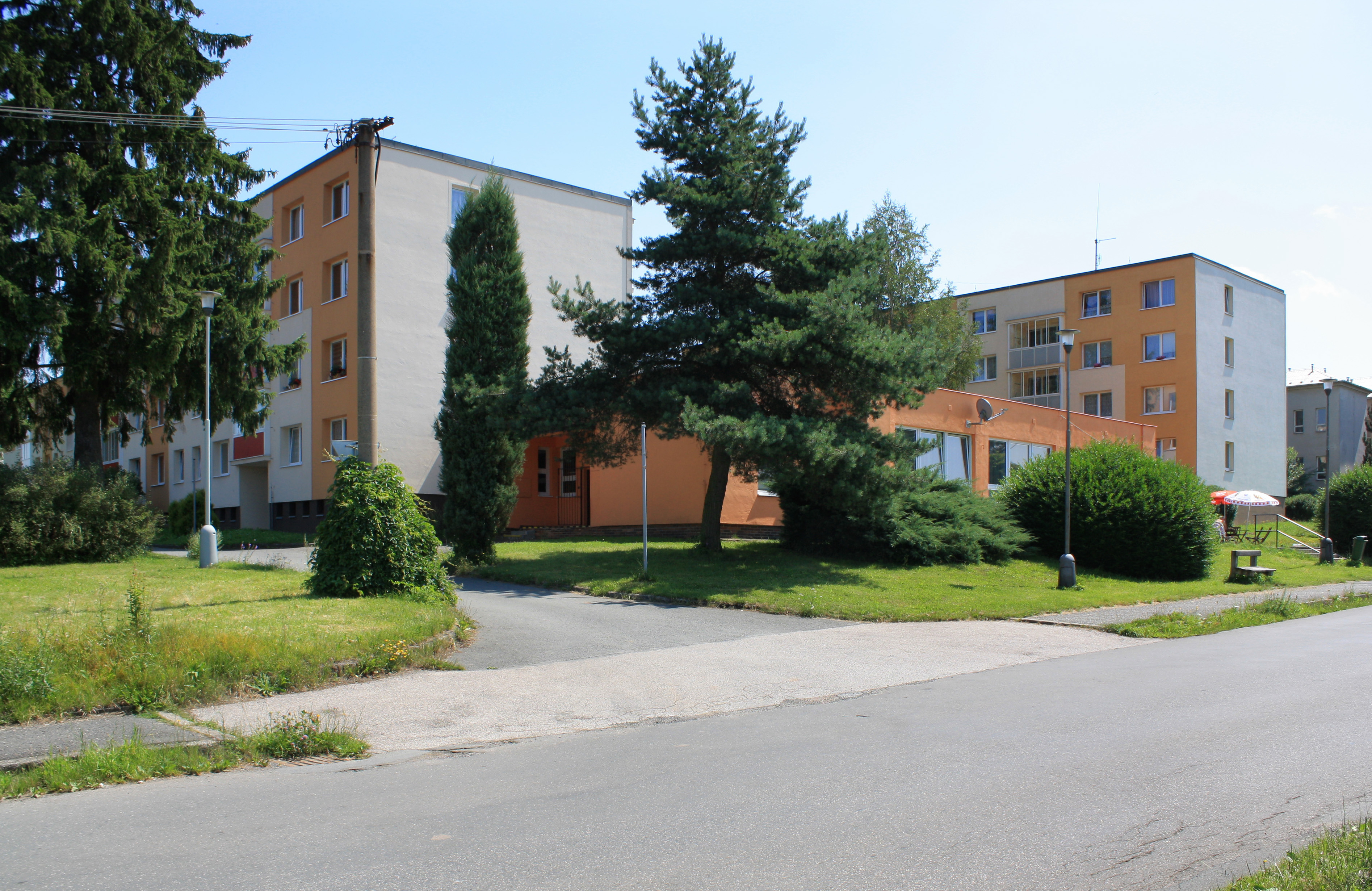
Nouvelle résidence.

## Transports
Par la route, Strašice se trouve à 14 km de Rokycany, à 32 km de Plzeň et à 72 km de Prague. 